# Lutzenberg
Lutzenberg is een gemeente en plaats in het Zwitserse kanton Appenzell Ausserrhoden.
Lutzenberg telt 1.253 inwoners.

## Geboren
- Jakob Konrad Lutz (1841-1928), politicus
- Johann Jakob Tobler (1854-1936), politicus

Bühler · Gais · Grub · Heiden · Herisau · Hundwil · Lutzenberg · Rehetobel · Reute · Schönengrund · Schwellbrunn · Speicher · Stein · Teufen · Trogen · Urnäsch · Wald · Waldstatt · Wolfhalden · Walzenhausen